# Oreb (monte)

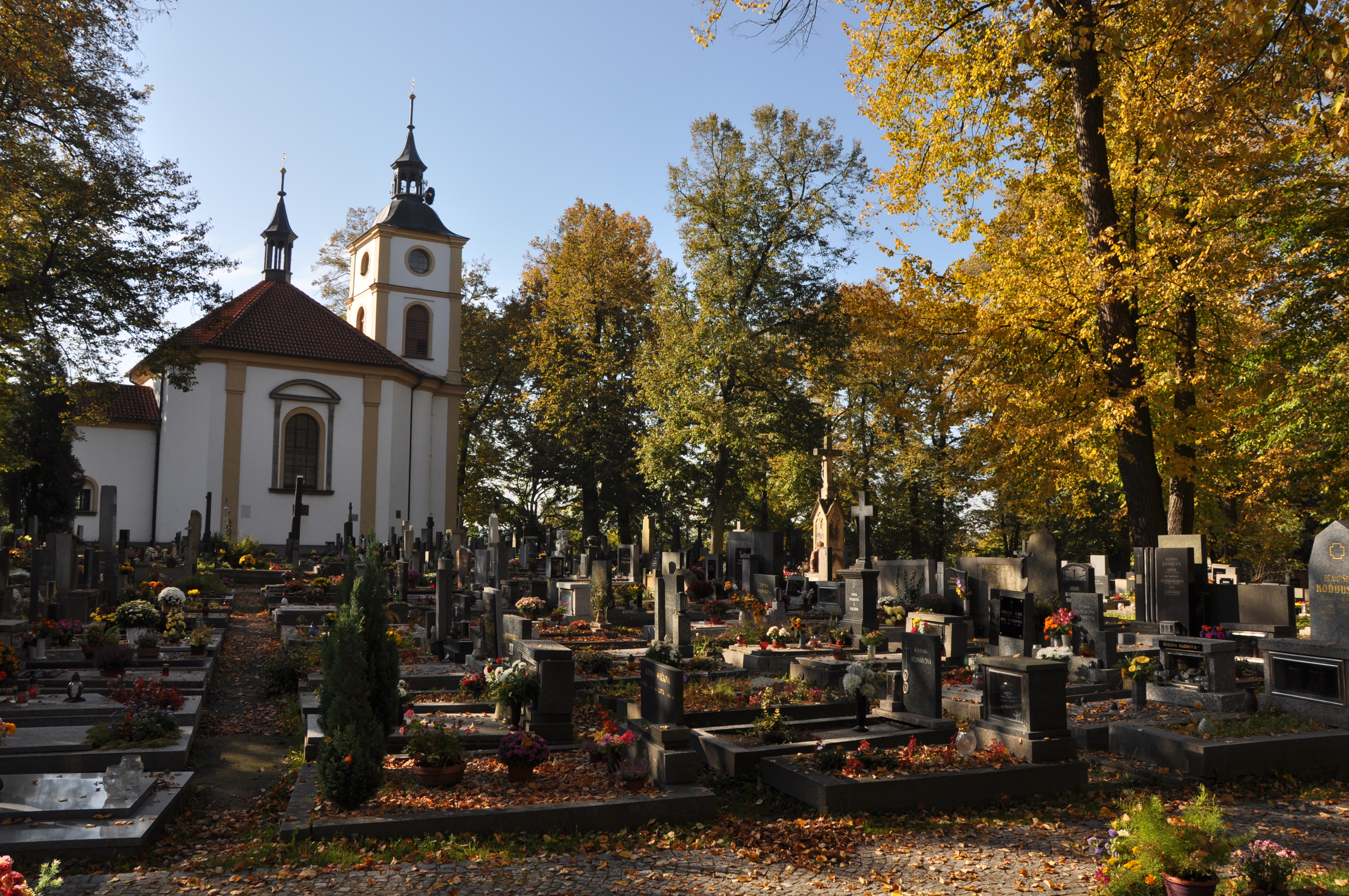
Cementerio y parte de la iglesia del Corpus Christi Horeb

El Oreb es un monte de 260 m de altura en la ciudad de Trebechovice (Chequia), en la margen derecha del río Dedina. Este monte sirvió a partir de 1419 como punto de reunión de los husitas de la Bohemia oriental, dirigidos por Ambroz Hradecky. 
Los husitas le dieron el nombre bíblico de Oreb en recuerdo del monte Oreb o Horeb (monte Sinaí), por lo que adelante eran llamados también orebitas.
En 1528 se construyó en la cima una pequeña iglesia de madera, que en 1835 fue sustituida por otra en estilo neobarrroco.